# Scyntylator
Scyntylator – substancja emitująca światło pod wpływem promieniowania jonizującego.
Scyntylator pochłania energię promieniowania jonizującego (np. gamma, beta, promieniowanie neutronowe), a następnie emituje promieniowanie elektromagnetyczne o znacznie większej długości z zakresu ultrafioletu, światła widzialnego, a nawet podczerwieni.
Detektory scyntylacyjne były jednymi z pierwszych detektorów promieniowania jonizującego. Pierwszy scyntylator zawierający płytkę z naniesionym siarczkiem cynku skonstruował William Crookes w 1903 roku i użył go do badania właściwości promieniowania alfa.
Scyntylatory dzielą się na gazowe, ciekłe i stałe. Ciekły scyntylator powstaje poprzez rozpuszczenie scyntylatora stałego w rozpuszczalniku organicznym, takim jak ksylen czy etanol, ponieważ tego rodzaju rozpuszczalniki są całkowicie przezroczyste dla promieniowania emitowanego przez scyntylator, tj. nie pochłaniają go. Przykładem scyntylatora może być siarczek cynku lub α-NPO.
Często do scyntylatora podłącza się układ rejestrujący i wzmacniający emitowane światło, jest to najczęściej fotopowielacz lub fotodioda. Układ scyntylator – fotopowielacz może być bardzo czuły, może wykryć nawet pojedyncze błyski w luminoforze wywołane uderzeniem jednej cząstki jonizującej w luminofor i jest bardzo szybki, tj. pozwala rozróżnić sygnały od dwóch występujących w niewielkim odstępie czasu cząstek oraz szybkie zmiany strumienia cząstek w funkcji czasu. 
Takie układy stanowią część rejestracyjną powszechnie stosowanych w medycynie tomografów komputerowych, w eksperymentach fizyki jądrowej i cząstek.
Większość materiałów świeci pod wpływem promieniowania jonizującego dlatego np. światłowody robi się z materiału maksymalnie odpornego na scyntylację, aby unikać zakłóceń wywołanych zewnętrznym promieniowaniem.